# Фольклор

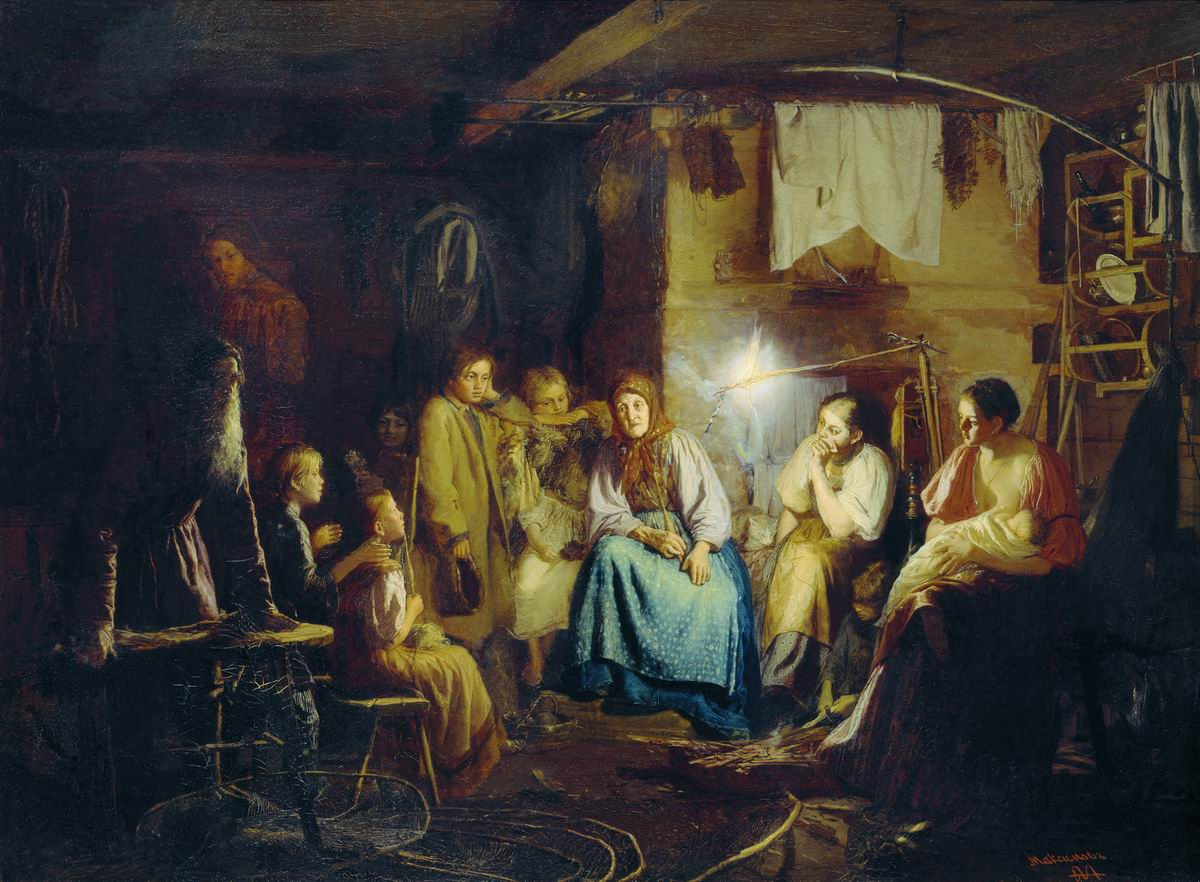
В. М. Максимов «Бабушкины сказки» (1867)

Фолькло́р (англ. folk-lore — «народные знания») — устное словесное (мифы, легенды, сказки и т. п.) и музыкальное народное творчество, также словесно-музыкальные и музыкально-хореографические народные произведения.
В более широком смысле кроме словесных жанров, сюда включают всё народное творчество, проявления духовной (а иногда и материальной) культуры народа — язык, верования, обряды, ремёсла.
Фольклор является предметом изучения фольклористики и этнологии.

## Определение
Термин «фольклор» (англ. folk-lore — «народная мудрость») впервые был введён английским учёным Уильямом Дж. Томсом в 1846 году для обозначения как художественной (предания, танцы, музыка и так далее), так и материальной (жильё, утварь, одежда) культуры народа. Как научный термин официально принят Британским фольклорным обществом (The Folklore Society).
На протяжении времени, и в разных странах под фольклором понималось как народное творчество во всех своих проявлениях, так и более узко — «устная словесность», «устное поэтическое творчество»; единство в употреблении термина отсутствует. Распространено представление о фольклоре как о части традиционной крестьянской культуры в феодальном обществе и сохраняющихся пластах культуры крестьянской среды на протяжении последующих периодов в истории общества; в то же время к фольклору может быть отнесено любое самодеятельное творчество (современный городской фольклор), при этом особый интерес представляет творчество субкультурных групп — объединённых общим занятием (творчество горняков, солдатский, туристский, студенческий фольклор) или по другим причинам.
Под устным понимается художественное коллективное творчество народа, отражающее его жизнь, воззрения, идеалы, принципы; создаваемые народом и бытующие в народных массах поэзия (предание, песни, частушки, анекдоты, сказки, эпос), народная музыка (песни, инструментальные наигрыши и пьесы), театр (драмы, сатирические пьесы, театр кукол), танец. Важнейшей особенностью фольклора в отличие от литературы и современной книжной культуры является его традиционализм и ориентация на устный способ передачи информации. Носителями обычно выступали сельские жители (крестьяне).

## Особенности

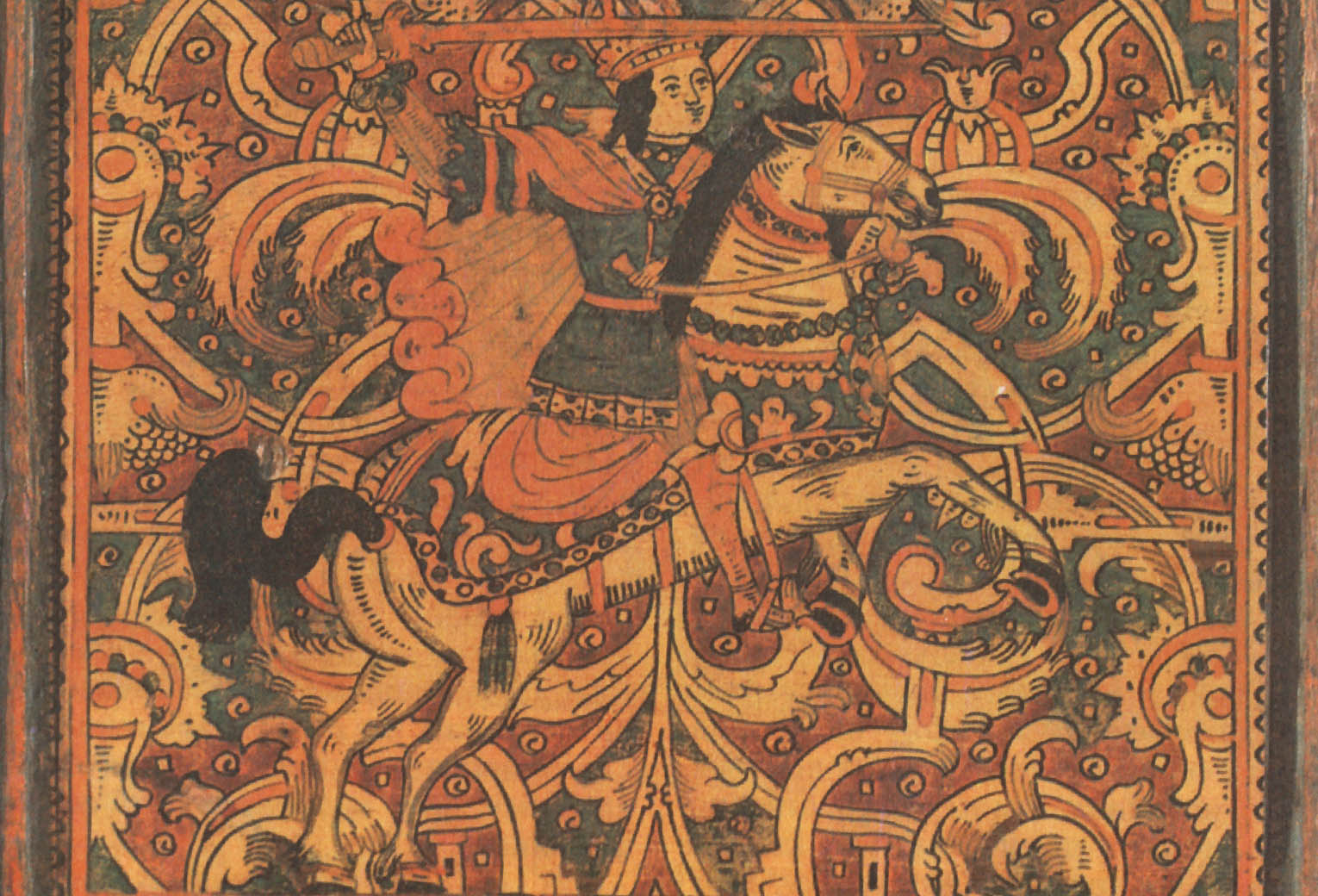
Бова Королевич. Роспись на крышке сундука. Великий Устюг, XVII век.

Народное творчество, зародившееся в глубокой древности, — историческая основа всей мировой художественной культуры, источник национальных художественных традиций, способ выражения народного самосознания.
Существует подход, согласно которому единицами фольклора, как комплексной системы, являются не песни, мифы, танцы сами по себе, не отдельные «произведения» народного искусства, а целостные фольклорные акты, фольклорные действа (ритуалы, обряды в широком смысле слова). Например, любая песня рассматривается не как сама по себе «просто» песня, а в рамках своего предназначения — как к чему-то привязанная, с чем-то структурно и функционально связанная. Аналогично с танцем, музыкой, одеждой, народным театром.
Фольклор первобытного бесписьменного общества основывается на мифологии и религиозной системе, в нём особо важную роль имеют обрядовые формы.
Древнейшие жанры письменности продолжают фольклорные традиции заклинаний, ритуальной поэзии (календарной и свадебной), мифа, исторических преданий; литература при этом сохраняет близкие к фольклорным стилевые средства: схожие системы повторов, параллелизмы, метафоры, словесную игру и т. д. Вместе с тем уже древнейшие надписи — таковы, что их функция не может быть адекватно осуществлена с помощью устного фольклорного слова (например, древнеегипетские «автобиографические» надписи вельмож и всякого рода заупокойные тексты). После появления письменности и литературы, в условиях зарождения государственности и развития более сложных религиозно-мифологических систем, фольклор продолжает функционировать, но такой традиционный, или «классический», фольклор развивается в нечто отличное от фольклора строго архаического.
Древнейший сюжетный фонд подвергается десакрализации, устная традиция испытывает многоплановое влияние книжной словесности: так, устное слово может воспроизводить нормы письменного языка (особенно характерно для торжественной ритмизованной речи), одновременно происходит фольклоризация и архаизация книжных источников. Помимо влияния литературы, сходный эффект может иметь влияние более развитого фольклора соседних народов (например, влияние русского фольклора на устные литературы некоторых других народов СССР).
Эволюция в подходе к фольклору привела к тому, что функционирование фольклора в обществе рассматривается не только с точки зрения литературоведения, но и с точек зрения антропологии и социологии.
Многие неофициальные, неканонические жанры и виды фольклора не сразу попадают в поле зрения специалистов. Например, любовные девичьи рассказы, обратили на себя внимание собирателей лишь в 1980-е годы, тогда как бытование их имеет несравненно более долгую историю.

## Русский фольклор
Основная статья: Русский фольклор.
См. также: Культура СССР.
В СССР, ввиду цензуры, особенно отточены были короткие частушки и анекдоты с острым политическим или сексуальным содержанием и/или ненормативной лексикой (см. Сатира в СССР).